# Померанская Евангелическая церковь
Померанская Евангелическая церковь (нем. Pommersche Evangelische Kirche) — общественная корпорация немецкой земли Мекленбург-Передняя Померания, объединяющая лютеран и кальвинистов, входящая в церковные объединения Евангелической церкви Германии (EKD), Унию Евангелических церквей (UEK) и Германский национальный совет Всемирной лютеранской федерации. Численность Померанской Евангелической церкви составляет около 95 тысяч верующих.

## История
Померанская Евангелическая церковь возникла в XVI веке во время Реформации. Церковь образовалась по инициативе померанских князей из династии грифичей после Трептовского ландтага, состоявшегося в 1534 году. Идеологическим создателем Померанской Евангелической церкви стал один из сотрудников Мартина Лютера Иоганн Бугенхаген.
После Тридцатилетней войны и последовавшей за ней разделом Западной Померании местная церковь находилась под управлением двух государств — Бранденбурга и Швеции. C XVIII века иерархи Поморской Евангелической церкви предпринимали попытки интеграции с другими национальными евангелическими церквями Восточной Пруссии. Этот процесс объединения завершился учреждением в 1817 году прусским королём Фридрихом Вильгельмом III Прусской церковной унии. С этого времени до середины XX века Померанская Евангелическая церковь была членом Прусской унии. Центром Померанской Евангелической церкви до середины XX века был город Штетин.
После II Мировой войны в результате изменения границ между Германией и Польшей деятельность церкви была ограничена территорией Передней Померании. С 1947 года центром Померанской Евангелической церкви стал город Грайфсвальд.

## В настоящее время
С 1950 года иерархи Померанской Евангелической церкви предпринимали многочисленные попытки объединиться с Евангелической Лютеранской церковью Мекленбурга, чтобы создать единую лютеранскую церковь Мекленбурга-Передней Померании. Совместная декларация обеих церквей была принята в 2006 году на Синоде в Цюссове. 18 ноября 2008 года Синод объявил о начале объединения обеих церквей.
Кроме этого с 2011 года Померанская Евангелическая церковь вместе с Евангелической Лютеранской церковью Мекленбурга и Евангелической Лютеранской церковью Северной Эльбы участвует в процессе создания унии под названием «Северной Евангелической церкви».

## Источник
- Christoph Ehricht (Hg.): 487 Jahre Rechtsprechung, Organisation, Leitung und Verwaltung der Pommerschen Evangelischen Kirche. Zur Geschichte der Konsistorien Mit Beiträgen von Norbert Buske, Hans-Martin Harder und Michael Lissok sowie einem Geleitwort von Bischof Hans-Jürgen Abromeit. Thomas Helms Verlag Schwerin 2012. ISBN 978-3-940207-89-0.